# Gustaf Sigfrid Brydolf
Gustaf Sigfrid Brydolf, född 18 januari 1824 i Hällestads socken, Östergötlands län, död 14 augusti 1876 i Karlsbad, Böhmen, var en svensk läkare. Han var son till prosten Erik Gustaf Brydolf och Petronella Norberg, bror till Fabian Brydolf och far till Erik Brydolf och Knut Brydolf.
Brydolf blev student vid Uppsala universitet 1844, kirurgie magister 1859 och medicine licentiat vid Karolinska institutet i Stockholm 1863. Efter tjänstgöring i Stockholm, bland annat som amanuens vid pediatriska kliniken på Stora Barnhuset, blev han 1864 den förste provinsialläkaren i Hemse distrikt på Gotland och tillika t.f. bataljonsläkare vid Gotlands nationalbeväring. Han sägs ha varit den fattigaste befolkningens vän och givit denna både medicinsk behandling och läkemedel utan något arvode. Han utnämndes 1876 år till provinsialläkare i Örebro distrikt, men insjuknade i reumatism och reste till kurorten Karlsbad i Böhmen, där han avled. Han efterlämnade hustru och nio barn.